# Carpophage à queue bleue
Ducula concinna
Espèce
Statut de conservation UICN

 LC  : Préoccupation mineure
Le Carpophage  à queue bleue (Ducula concinna) est une espèce d'oiseau appartenant à la famille des Columbidae.

## Description
Cet oiseau mesure environ 43 cm de longueur.
La tête, le cou, le haut du dos et les parties inférieures sont gris argenté pâle avec une nuance de rose derrière la calotte et sur la nuque. Quelques plumes blanches marquent la base du bec noir. Le dessus du corps est surtout vert foncé métallique mêlé de bleu foncé et de bronze. La queue et le dessus des ailes sont bleu pourpre métallique et le dessous noir. Les sous-caudales sont brun rouge. Les iris sont jaunes et les pattes rouges.
Le dimorphisme sexuel est très faible puisque les zones grises et roses sont seulement un peu plus sombres chez la femelle que chez le mâle. Le jeune est également un peu plus sombre que l'adulte.

## Répartition
Cet oiseau vit en Nouvelle-Guinée, sur les îles de la Sonde et sur les Moluques.

## Habitat
Le Carpophage à queue bleue peuple les forêts primaires et secondaires de basse altitude ainsi que leurs lisières.

## Alimentation
Comme tous les carpophages, cet oiseau se nourrit essentiellement de fruits. Ses bandes peuvent alors comporter jusqu'à une quarantaine d'individus.